# Grand Prix automobile de Marseille 1951
 (octobre 2016).
Si vous disposez d'ouvrages ou d'articles de référence ou si vous connaissez des sites web de qualité traitant du thème abordé ici, merci de compléter l'article en donnant les références utiles à sa vérifiabilité et en les liant à la section « Notes et références ».
Le Grand Prix automobile de Marseille 1951 (IX Grand Prix de Marseille) est un Grand Prix qui s'est tenu le 8 avril 1951 dans le parc Borély à Marseille. Le Français Robert Manzon part en pole position et la course est remportée par le pilote italien Luigi Villoresi.

## Classement de la course
| Pos. | Pilote                     | Écurie                     | Châssis           | Tours | Temps/Abandon        |
| ---- | -------------------------- | -------------------------- | ----------------- | ----- | -------------------- |
| 1    | Luigi Villoresi            | Ferrari                    | Ferrari 166 F2/50 | 90    | 2 h 4 min 34 s 5     |
| 2    | Maurice Trintignant        | Équipe Gordini             | Simca Gordini T15 | 90    | 2 h 4 min 54 s 5     |
| 3    | Stirling Moss              | HW Motors Ltd              | HWM 51            | 90    | 2 h 5 min 39 s 8     |
| 4    | André Simon                | Équipe Gordini             | Simca Gordini T15 | 90    | 2 h 5 min 44 s 5     |
| 5    | Dorino Serafini            | Ferrari                    | Ferrari 166 F2/50 | 88    | + 2 tours            |
| 6    | Lance Macklin              | HW Motors Ltd              | HWM 51            | 87    | + 3 tours            |
| 7    | Élie Bayol                 | Automobiles Deutsch-Bonnet | DB                | 82    | + 8 tours            |
| 8    | Alexander von Falkenhausen | Privé                      | AFM               | 78    | + 12 tours           |
| Abd. | Prince Bira                | HW Motors Ltd              | HWM 51            | 79    | Colonne de direction |
| Abd. | Alberto Ascari             | Ferrari                    | Ferrari 166 F2/50 | 70    | Accident             |
| Abd. | Robert Manzon              | Équipe Gordini             | Simca Gordini T15 | 68    | Freins et moteur     |
| Abd. | Hans Stuck                 | Privé                      | AFM               | 22    | Carburateur          |
| Abd. | Rudi Fischer               | Écurie Espadon             | Ferrari 212       | 22    | Allumage             |
| Abd. | René Bonnet                | Automobiles Deutsch-Bonnet | DB                | 4     | Carburateur          |
| Abd. | Harry Schell               | Écurie Bleue               | Cooper T12        | 1     | Allumage             |
| Np.  | Juan Manuel Fangio         | HW Motors Ltd              | HWM 51            | -     | -                    |